# قطاباء (الحديدة)

تعديل مصدري - تعديل

قطاباء هي إحدى قرى مديرية الخوخة، التابعة لمحافظة الحديدة اليمنية، بلغ تعداد سكانها 5143 نسمة حسب الإحصاء الذي أجري عام 2004.